# Elkøretøj
Et elkøretøj (forkortelse af elektrisk køretøj) er et køretøj, der kører på elektricitet og som derfor er meget støjfrie.
Eksempler på elkøretøjer er eldrevne kørestole, elbiler, elektrisk tog, elscooter, elløbehjul og elcykel. I Danmark findes elektriske busser, og lastbiler som skraldevogne og mælkebil.
Elkøretøjers lavere støjniveau kan være en ulempe, da fodgængere og cyklister så skal være ekstra påpasselige i trafikken.